# Regionales Schutzgebiet Choquequirao
Das Regionale Schutzgebiet Choquequirao, span. Área de Conservación Regional Choquequirao, befindet sich in der Region Cusco in Südzentral-Peru. Das Schutzgebiet wurde am 23. Dezember 2010 eingerichtet. Die Regionalregierung von Cusco ist die für das Schutzgebiet zuständige Behörde. Das Schutzgebiet besitzt eine Größe von 1038,14 km². Es dient der Erhaltung einer Berglandschaft mit den sich dort befindlichen archäologischen Fundstätten. Es wird in der IUCN-Kategorie VI als ein Schutzgebiet geführt, dessen Management der nachhaltigen Nutzung natürlicher Ökosysteme und Lebensräume dient.

## Lage
Das Schutzgebiet befindet sich in den Distrikten Santa Teresa und Vilcabamba der Provinz La Convención sowie in den Distrikten Limatambo und Mollepata der Provinz Anta. Es erstreckt sich vom Río Apurímac im Südwesten bis zum Río Urubamba im Nordosten. Im Osten reicht es bis zum Gipfel des Nevado Salcantay, den höchsten Punkt der Cordillera Vilcabamba. Das Schutzgebiet erstreckt sich über das Einzugsgebiet des Río Yanama, ein Nebenfluss des Río Apurímac, im Südwesten sowie den oberen Einzugsgebieten von Río Santa Teresa und dessen linken Nebenflusses Río Sacsara im Nordosten. Die östliche Grenze bildet der Flusslauf des Río Ahobamba.
Das Areal lässt sich durch folgende Koordinaten grob definieren:
(, 
,
,
,
,
,
,
,
,
,
,
,
,
).

## Bedeutung
Das Schutzgebiet umfasst im äußersten Süden die namengebende archäologische Fundstätte Choquequirao. Es umfasst Nebelwälder, temporär trockene Bergwälder sowie teils vergletscherte Gebirgskämme. Es grenzt im Osten an das Schutzgebiet Santuario Histórico de Machupicchu.